# Seevetal
Seevetal là một đô thị thuộc huyện Harburg, bang Niedersachsen, Đức. Đô thị này có diện tích 105,19 km². Đô thị này có cự ly khoảng20 km về phía nam của Hamburg, và 15 km về phía tây của Winsen (Luhe). Đô thị này được đặt tên theo sông Seeve.
Ngày 1 tháng 7 năm 1972, 19 thị trấn đã được hợp nhất để lập đô thị Seevetal:
- Beckedorf
- Bullenhausen
- Emmelndorf
- Fleestedt
- Glüsingen
- Groß Moor
- Helmstorf
- Hittfeld
- Holtorfsloh
- Horst
- Hörsten
- Klein Moor
- Lindhorst
- Maschen
- Meckelfeld
- Metzendorf
- Ohlendorf
- Over
- Ramelsloh

## Kết nghĩa
- Decatur/Illinois, Hoa Kỳ